# Basophile

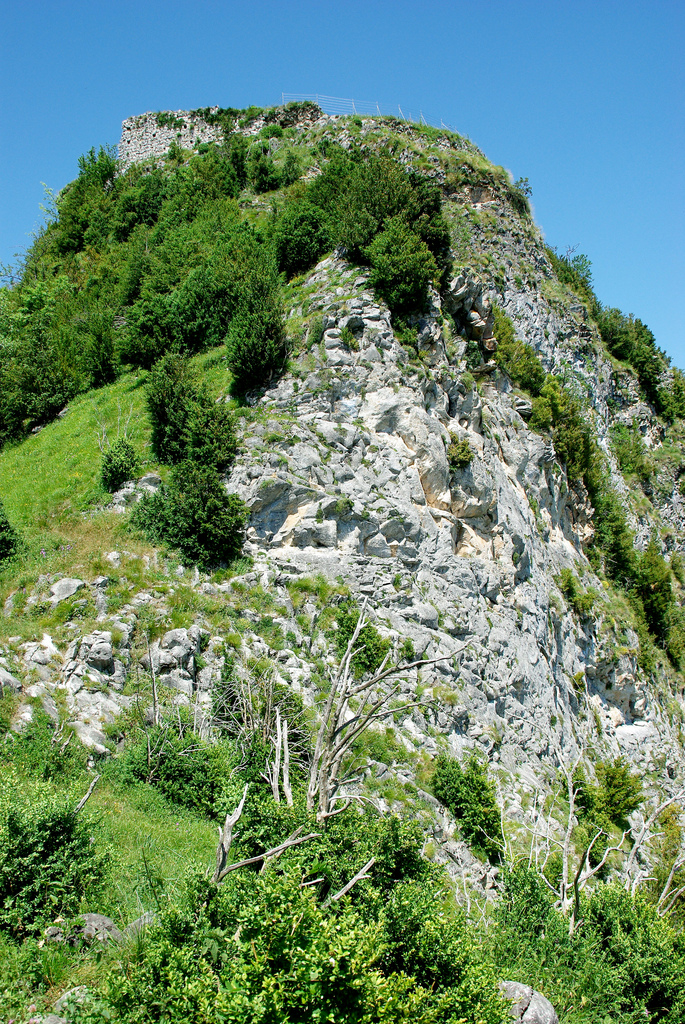
Le Buis, une espèce basophile se développant sur les contreforts calcaires du château de Mirabat (Ariège, France).

Granulocyte basophile également simplement nommé « basophile » au milieu de globules rouges.

Basophile ou basiphile est un adjectif principalement utilisé en histologie, cytologie et écologie qui qualifie ce qui a une affinité pour les supports et substances basiques.
Pour l'histologiste Albert Policard, qui propose le premier ce terme en 1922, il s'agit de désigner des cellules ou tissus du monde vivant qui fixent tout particulièrement les colorants basiques, par opposition aux cellules et tissus qui fixent les colorants acides comme l'éosine qui sont désignés comme éosinophiles. Plus récemment, l'adjectif « basophile » caractérise aussi des éléments cellulaires qui fixent les colorants basiques comme l'ADN.
Dans le champ de l'écologie, le terme « basophile » désigne des organismes qui se développent exclusivement dans un environnement qui contient des substances qui lui confèrent une certaine alcalinité. Ces organismes sont des plantes, champignons et d'autres êtres vivants comme les bactéries. On parle alors de « flore basophile ». La roche-mère de leur sol est souvent le calcaire mais cela peut être également des roches volcaniques basiques à l'instar du gneiss et du basalte ainsi que des roches à forte teneur en magnésium comme la serpentinite. Cependant, le terme « calcicole », bien que plus restreint dans sa stricte définition, est plus courant et la plupart du temps employé comme synonyme. « Alcalophile » est également utilisé pour qualifier cette affinité écologique chez les bactéries.
Plus généralement le caractère des corps fixant les colorants basiques est dénommé basophilie.
En médecine, le terme est couramment employé seul, par antonomase, pour désigner les granulocytes basophiles ; dans cet usage basophile est un nom et non plus un adjectif.